# The Kirk
The Kirk ist ein Baudenkmal in Mason City (Iowa). Der aus dem Jahr 1903 stammende Wohnkomplex ist seit 1982 im National Register of Historic Places gelistet.

## Geschichte
Das Appartementgebäude wurde 1903 erbaut. Der namensgebende Erbauer, Horace P. Kirk, war mit seinen drei Brüdern seit dem Ende des Sezessionskriegs ein etablierter Geschäftsmann in Mason City. Er hatte 1867 eine Fotogalerie eröffnet und im Jahr 1880 die Commercial Exchange Bank gegründet, deren erster Präsident er wurde. Im Jahr 1892 hatte er das H.P. Kirk Building errichten lassen, das dem Großhandel diente und Büroflächen bot. 1902 folgten die Kirkland Flats, ein viergeschossiges Appartementgebäude. Beide Häuser wurden im September 1902 durch einen Brand zerstört. The Kirk war der erste Wohnblock in Mason mit Luxuswohnungen.
The Kirk wurde am 12. April 1982 in das National Register of Historic Places aufgenommen. Es ist zugleich Contributing Property des Mason City Downtown Historic District.

## Architektur
The Kirk ist drei Stockwerke hoch und von eklektizistischer Gestaltung, die horizontale und vertikale Stilelemente vereint. Die annähernd quadratische Grundfläche beträgt 31,70m x 32m.